# Punta Sal
Punta Sal är en udde i Honduras.   Den ligger i departementet Atlántida, i den nordvästra delen av landet, 200 km norr om huvudstaden Tegucigalpa.
Terrängen inåt land är platt. Havet är nära Punta Sal åt nordost.  Närmaste större samhälle är Tornabé, 16,4 km söder om Punta Sal. 